# Daniela Pirazzini
Daniela Pirazzini (* 1959 in Faenza) ist eine italienische Romanistin mit Schwerpunkten in der französischen und italienischen Sprachwissenschaft.

## Leben
Daniela Pirazzini studierte in Bologna und schloss dort ihre Laurea mit einer Arbeit über Robert Musils Mann ohne Eigenschaften bei Sorin Stati ab. Seit 1988 als wissenschaftliche Mitarbeiterin tätig, wurde sie 1994 an der Freien Universität Berlin von Peter Koch promoviert, der Titel der Doktorarbeit lautet: Cinque miti della metafora nella Übersetzungswissenschaft. Problemi di traduzione delle immagini figurate nella coppia di lingue: tedesco (lingua di partenza) - italiano (lingua d'arrivo). Habilitation 2002 an der Universität des Saarlandes bei Max Pfister mit einer Arbeit über Argumentative Textprofile. Eine textgrammatische Analyse mit Beispielen aus dem Spanischen und dem Italienischen. Nach Vertretungen an der Universität Mainz-Germersheim und der Universität Bonn nahm Daniela Pirazzini 2005 den Ruf an die Universität Bonn an und ist seitdem Inhaberin des sprachwissenschaftlichen Lehrstuhls für Romanische Philologie (Italoromanische Philologie, Französische Philologie) der Abteilung für Romanistik. 

## Forschung
Daniela Pirazzini arbeitet auf den Gebieten der Argumentation, der Textgrammatik, der Metapherntheorie, der Übersetzungswissenschaft sowie zu Mehrsprachigkeit und Sprachvarianten.

## Werk (Auswahl)
- Theorien und Methoden der romanischen Sprachwissenschaft, Berlin/Boston: De Gruyter, 2013 (Romanistische Arbeitshefte 59), ISBN 978-3-110-28252-8
- Dialogizität in der Argumentation: Eine multidisziplinäre Betrachtung, Frankfurt am Main u. a.: Peter Lang, 2013 (Bonner Romanistische Arbeiten 108) (zusammen mit Anika Schiemann), ISBN 978-3-631-62509-5
- Übersetzen als Verhandlung, Frankfurt am Main u. a.: Peter Lang, 2012 (Bonner Romanistische Arbeiten 100) (zusammen mit Francesca Santulli und Tommaso Detti), ISBN 978-3-631-63143-0
- Argumentation: Théorie - Langue - Discours. Actes de la section 'Argumentation' du XXX. Deutscher Romanistentag, Vienne, Septembre 2007, Frankfurt am Main u.a: Peter Lang, 2009 (zusammen mit Vahram Atayan), ISBN 978-3-631-59470-4
- Cinque miti della metafora nella Übersetzungswissenschaft. Problemi di traduzione delle immagini figurate nella coppia di lingue: Tedesco (Lingua di Partenza) - Italiano (Lingua d'arrivo)., Frankfurt am Main u. a.: Peter Lang, 1997, ISBN 978-3-631-30097-8